# Санникова, Елена Сергеевна
Елена Сергеевна Санникова (род. 12 июня 1980, Новополоцк, Витебская область) — белорусская лыжница, мастер спорта Республики Беларусь международного класса, участница трёх Олимпийских игр. Специализируется в дистанционных гонках.

## Карьера
В Кубке мира Санникова дебютировала в декабре 2000 года, в ноябре 2001 года первый раз попала в тридцатку лучших на этапе Кубка мира, в эстафете. Всего имеет на своём счету 19 попаданий в тридцатку лучших на этапах Кубка мира, 10 в личных и 9 в командных соревнованиях. Лучшим результатом в итоговом общем зачёте Кубка мира, является для Санниковой 70-е место в сезоне 2007-08.
На Олимпиаде-2006 в Турине стала 43-й в дуатлоне 7,5+7,5 км, 29-й в гонке на 10 км классикой, 15-й в эстафете и 35-й в масс-старте на 30 км.
На Олимпиаде-2010 в Ванкувере принимала участие в четырёх гонках: 10 км коньком — 43-е место, дуатлон 7,5+7,5 км — 38-е место, эстафета — 10-е место, масс-старт на 30 км — 38-е место.
За свою карьеру принимала участие в пяти чемпионатах мира, лучший результат 9-е место в эстафете на чемпионате 2009 года, а в личных гонках — 15-е место в масс-старте на 30 км на чемпионате 2007 года.
Использует лыжи и ботинки производства фирмы Fischer.
Делегат ВНС от Витебской области, 2024.